# Batimiento

Gráfico del fenómeno batimiento.

El batimiento o pulsación es un fenómeno acústico que se genera al interferirse entre sí dos ondas sinusoidales con frecuencias ligeramente distintas.
La frecuencia de batimiento es igual a la diferencia de las frecuencias de las dos ondas originarias:
fbat = |(f1 - f2)|.
Si las frecuencias de las ondas son muy cercanas (batimiento lento), se oye un trémolo (fluctuación periódica en la intensidad del sonido), mientras que si la frecuencia del batimiento se encuentra dentro del registro audible (batimiento rápido) se percibe un nuevo sonido de esa misma frecuencia, y baja intensidad.
Un ejemplo familiar de batimiento es el que se produce al pulsar dos cuerdas de guitarra de frecuencias parecidas, efecto utilizado habitualmente para afinarlas.

## Batimiento lento
El mínimo de desafinación que un oído humano entrenado puede discriminar es un savart (0,00231 de semitono), que equivale a 4 cents (el cual es una centésima "logarítmica" de semitono, que equivale a 0,00057779).
Si con un instrumento se genera una nota la4 (la quinta tecla blanca a la derecha del do central de un piano), que equivale a 440 Hz (hercios) y con otro instrumento de afinación no fija se genera simultáneamente una nota la muy ligeramente desafinada, por ejemplo de 438 Hz, escucharemos una resultante parecida a una nota la, con una frecuencia igual al promedio entre ambas (en este ejemplo 439 Hz), con una variación periódica en su amplitud (trémolo) de fbat = (440 Hz - 438 Hz) = 2 Hz. El batimiento generado realiza un "wauhwauh" (lo que viene a ser un fenómeno parecido al pedal con el que se genera este efecto), el cual tiene una frecuencia de 2 Hz, 2 wauh cada segundo.
En cada período la amplitud de la onda sonora resultante se anula dos veces (debido a las cancelaciones de fase producidas por la interferencia mutua entre las dos ondas acústicas). Por lo tanto, en el ejemplo anterior el sonido aparece y desaparece al doble de la frecuencia de batimiento, es decir, 2 Hz (o sea dos veces por segundo).

## Batimiento rápido
Cuando el batimiento es muy rápido y entra en el registro audible de frecuencias por los humanos (aproximadamente 20 Hz), pero no llega a ser mayor al ancho de la bandas críticas correspondiente (momento en el cual se empiezan a oír los dos sonidos por separado), el cerebro humano lo comienza a percibir como una frecuencia muy grave, cuya frecuencia es correspondiente a la diferencia de las dos ondas que interactúan.
Es interesante notar que esa tercera frecuencia (el batimiento propiamente dicho) no es real, ya que no puede ser percibida mediante un osciloscopio, sino que es un falso sonido generado por el propio cerebro. Por eso se dice que el batimiento no es un fenómeno acústico sino psicoacústico.

## Utilización práctica
El batimiento suele emplearse en la afinación de instrumentos musicales. Por ejemplo, los guitarristas hacen sonar la cuerda que quieren afinar al aire (es decir, sin pisar ningún traste) en simultáneo a la misma nota pisada en otra cuerda, la cual toman de referencia; los técnicos afinadores de pianos utilizan los batimientos como referencia para lograr que todas las teclas del piano queden templadas de acuerdo con el “temperamento igual”.
El “temperamento igual” fue diseñado para permitir la ejecución de música en todas las tonalidades con una cantidad de igual de desafinación en cada una, mientras que no se aleja demasiado de la “entonación justa”.
Sin embargo, ciertos instrumentos musicales determinan algunas alturas mediante la sucesión de armónicos, por lo que tales alturas se ajustan a la entonación justa y producen batimientos cuando suenan en simultáneo con instrumentos afinados según el temperamento igual.
El efecto del batimiento, bajo el nombre de ombak, es uno de los elementos característicos de la música balinesa para gamelán.

## Batimiento como técnica en la música electroacústica y el arte sonoro
Algunos compositores de música contemporánea instrumental del siglo XX, como Giacinto Scelsi, utilizaron el batimiento de frecuencias para explorar la cercanía entre ritmo y frecuencia y la microtonalidad en las cercanías de un tono.
El batimiento ha sido utilizado en la música electroacústica desde sus inicios a partir de osciladores e incluso en la música electrónica experimental de los años recientes, al igual que en varias obras de arte sonoro.